# سنت جورج پریش، سنت وینسنت و گرنادین‌ها
سنت جورج پریش، سنت وینسنت و گرنادین‌ها (به لاتین: Saint George Parish, Saint Vincent and the Grenadines) یک منطقهٔ مسکونی در سنت وینسنت و گرنادین‌ها است که در کینگزتاون واقع شده‌است.

## خصوصیات
سنت جورج پریش ۵۲ کیلومترمربع مساحت و ۵۲٬۴۰۰ نفر جمعیت دارد.